# Chat (Snack)

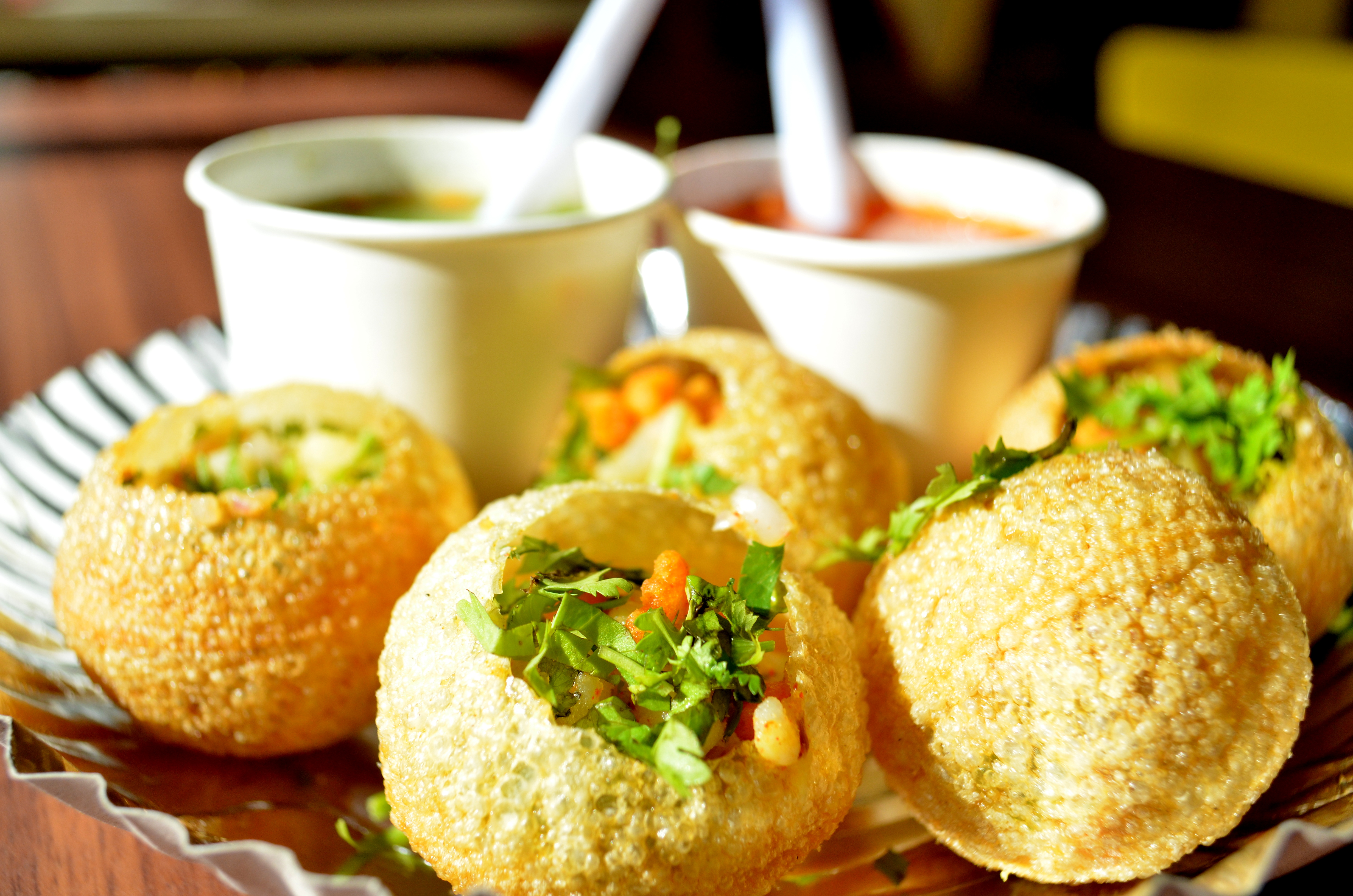
Panipuri

Chat (Hindi चाट cāṭ, Nepali चाट cāṭ,  Urdu چاٹ; auch Chaat) bezeichnet eine Reihe herzhafter Snacks, die typischerweise an Straßenständen in Indien, Pakistan, Nepal und Bangladesch verkauft werden.
Ursprünglich aus Uttar Pradesh, sind Chat heute auf dem gesamten indischen Subkontinent weit verbreitet und werden immer wieder durch neue Varianten ergänzt. Das Wort Chat stammt wahrscheinlich von Hindi चाटना cāṭanā (chatna) ab, was aus dem Hindi übersetzt „lecken“, „schlecken“ oder „schlürfen“ bedeutet.

## Varianten
Im Folgenden werden Beispiele für weit verbreitete Chat aufgezählt. In Klammern sind die jeweils typischen Zutaten angegeben. 
Oft verwendete und im deutschen Sprachraum eher unbekannte Zutaten sind: Sev, eine Art frittierte „Nudeln“ aus Kichererbsenmehl und Papdi, kleine, knusprig frittierte Teigfladen.
- Alu Chat (Kartoffeln, Kichererbsen, Zwiebeln, Gewürze, Chutney)
- Bhelpuri (Puffreis, Sev, Zwiebeln, Kartoffeln, Papdi, Chutney)
- Alu Tikki Chat (Kartoffeln, Joghurt, Chutney, Sev)
- Dahipuri (Puri, Kartoffeln, Kichererbsen, Joghurt, Chutney, Sev)
- Ragda Patties (ähnlich Aloo Tikki mit Kichererbsen)
- Dahi Vada (Vada, Joghurt)
- Pakora (Kichererbsenmehl, diverses Gemüse; frittiert)
- Mangode (Kichererbsenmehl, Hülsenfrüchte; frittiert)
- Papri Chat (Papdi, Joghurt, Kartoffeln, Zwiebeln, Chutney und Korianderblätter)
- Samosa Chat (Samosa, Joghurt, Chutney aus Tamarinde und Minze)
- Sevpuri (Papdi, Kartoffeln, Joghurt, Chutney, Sev)